# 박장철 효자각
박장철 효자각은 대한민국 경기도 화성시 장지동에 있는, 조선시대 순조 때의 효자 박장철(1780년 ~ 1853년)의 효심을 기리기위해 세워진 효자문이다. 1986년 5월 20일 화성시의 향토문화재 제6호로 지정되었다가, 2019년 10월 23일 향토문화재 제6호로 변경 재분류되었다.

## 개요
조선 고종 때 건립되었다. 박장철은 본관이 밀양(密陽)이고, 호는 추계(秋溪)이며, 조선 정조 때인 1780년에 태어나 철종 때인 1853년 사망하였다. 부모에 대한 효성이 지극할 뿐 아니라 이웃을 돕는 일에도 몸을 아끼지 않아 주위 사람들의 칭송이 자자하였다. 가뭄이 들어 이웃에 불이 났을 때 자신을 돌보지 않고 불을 끄려 하자 갑자기 소나기가 쏟아져 불이 꺼진 일이 있었고, 흉년과 전염병이 창궐하였을 때도 적극적으로 환자를 구호하고 어려운 사람을 돕는 데 앞장섰다. 그가 세상을 떠나자 유림(儒林)이 뜻을 모아 고종에게 그의 효행과 선행을 상주하였다. 고종은 1874년 종4품의 동몽교관 조봉대부를 추증하는 교지를 내렸고, 1885년 마을에 효자정문(孝子旌門)을 내렸다. 현존하는 정문은 1972년에 증수한 것이다. 정면 2.5m, 측면 1.85m의 전각은 맞배지붕에 한식 기와를 얹은 단청의 겹처마집으로 지붕 양쪽에는 바람을 막기 위한 방풍판이 달려 있다. 1986년 5월 화성시의 향토유적 제6호로 지정되었다.